# Santiago Besso
Santiago Besso (San Gregorio (Santa Fe), 8 de febrero de 1901 - Villa Mercedes (San Luis), 29 de mayo de 1978) fue un empresario y político argentino que ejerció como gobernador de la provincia de San Luis durante la presidencia de Arturo Illia, entre 1963 y 1966.

## Biografía
Radicado en la provincia de San Luis, era con sus hermanos propietario de una empresa consignataria de ganado. En 1942 fundó el Banco Mixto de San Luis, del que fue vicepresidente hasta 1947. Posteriormente fue presidente de la empresa San Luis Refrescos S. A. Años más tarde, fue presidente del Banco Argentino del Centro S. A.
Afiliado desde joven al Partido Demócrata Nacional, cuando —después de la Revolución Libertadora— éste se desgajó en una serie de partidos provinciales, fue uno de los organizadores del Partido Demócrata Liberal de San Luis.
En el año 1963 se presentó a las elecciones como candidato de la Unión Demócrata Liberal, obteniendo la victoria con menos del 30 % de los votos, frente al 22 % de la Unión Popular, el 21 % de votos en blanco —generalmente identificables con los más decididos de los peronistas— y un 20 % de la UCRI. Todas estas opciones llevaron una gran ventaja a la Unión Cívica Radical del Pueblo, del presidente electo Arturo Illia, lo que se explica en parte por haber llevado Besso en su lista a una fracción del radicalismo.
Asumió el cargo el 12 de octubre de ese año. A lo largo de su gobierno cambió varias veces de ministros, entre los cuales se contaron Horacio De la Mota, Alberto Arancibia Rodríguez, Moisés Mercau, Julio Luco y Guillermo Aguado.
Concentró su esfuerzo de gobierno en el ordenamiento de las cuentas públicas y en el área de salud pública. Organizó exitosamente una campaña de vacunación contra la poliomielitis con la vacuna Sabin oral, organizó jornadas médico-sanitarias de nivel nacional, extendió por toda la provincia la prevención de la hidatidosis y extendió la medicina materno-infantil al interior de la provincia.
Intentó también la reorganización de la educación secundaria y técnica, iniciando la enseñanza diferenciada para discapacitados. Amplió la red de provisión de energía eléctrica y construyó algunas viviendas.
Fue derrocado en el golpe de Estado de junio de 1966.
Durante el resto de su vida se dedicó a la actividad empresaria privada. Falleció en Villa Mercedes (San Luis) en mayo de 1978.
La principal escuela de Merlo (San Luis) lleva su nombre.